# Evance Benwell
Evance Helsted Benwell Benneth (Limón, 8 de diciembre de 1976) es un exfutbolista costarricense. Jugaba de delantero y su último equipo fue Limón FC de la Primera División de Costa Rica.

## Trayectoria
Benwell es nativo de la provincia de Limón, pero fue criado en Alajuelita de San José. Tiene el récord de ser el jugador que más camisetas ha vestido en el fútbol de Costa Rica con un total de 12 desde 1997 hasta su retiro en 2010.
En orden, Benwell militó con Municipal Turrialba, Goicoechea, Limón FC, Osa, San Carlos, Santos, Municipal Liberia, Deportivo Saprissa, Carmelita, Ramonense, Brujas FC y Municipal de Pérez Zeledón. Su desempeño se quedó en 230 partidos y 47 goles anotados.
“Conseguir esta marca ha sido una suerte para mí, pues aunque haya salido de un equipo, la fortuna es que siempre aparece otro que me tiende la mano”, dijo en marzo de 2009 al periódico La Nación, mientras jugaba con los generaleños.
El ariete también tuvo paso por cinco clubes de la Segunda División (Osa, Golfito, Limón FC, Puriscal y Barrio México), ni cuando lo hizo en el exterior, con el equipo de San Salvador FC, de El Salvador.
Su paso más productivo fue en Goicoechea, con 12 dianas. En Osa marcó 10; en Liberia y Santos, siete; Carmelita y Brujas FC, tres; Limón FC, con dos; Turrialba, San Carlos y Ramonense, con uno.
Benwell, no anotó con Saprissa ni con Municipal de Pérez Zeledón. En ninguna de estas instituciones fue brillante.
Sus mejores años en el fútbol fueron el subtítulo con el Santos de Guápiles (2002) y los citados pasajes goleadores. Se retiró de la Primera con Limón FC, durante el Torneo de Invierno 2010.

### Debut
Debutó el 15 de febrero del 1997 en el partido Municipal Turrialba ante el Municipal de Pérez Zeledón en el Estadio Municipal de Pérez Zeledón con derrota para su equipo de 3 goles a 2. El día que debutó su hermano Víctor Smith Jr le regaló un ramo de flores por cada gol que anotó.

## Clubes
| Club            | País        |
| --------------- | ----------- |
| Turrialba       | Costa Rica  |
| Goicoechea      | Costa Rica  |
| Limonense       | Costa Rica  |
| Osa             | Costa Rica  |
| San Carlos      | Costa Rica  |
| Santos          | Costa Rica  |
| Liberia         | Costa Rica  |
| Saprissa        | Costa Rica  |
| Carmelita       | Costa Rica  |
| Ramonense       | Costa Rica  |
| Brujas FC       | Costa Rica  |
| San Salvador FC | El Salvador |
| Pérez Zeledón   | Costa Rica  |

Municipal Atenas CRC